# المفوضية الأوروبية لخطة استثمار أوروبا
المفوضية الأوروبية لخطة استثمار أوروبا (EC IPE) والمعروفة باسم «خطة يونكر» أو «خطة الاستثمار في البنية التحتية للاتحاد الأوروبي» هي برنامج طموح للاستثمار في البنية التحتية أعلن عنه لأول مرة رئيس المفوضية الأوروبية جان كلود جونكر في نوفمبر 2014: يهدف إلى فتح الاستثمارات العامة والخاصة في «الاقتصاد الحقيقي» بما لا يقل عن 315 مليار يورو على مدى فترة مالية مدتها ثلاث سنوات (يناير 2015 - ديسمبر 2017).